# Fakarava (Polynésie française)
Fakarava est une commune de la Polynésie française dans l'archipel des Tuamotu. Le chef-lieu de cette dernière est Fakarava.
Depuis 1977, Fakarava fait partie des sept atolls classés réserve de biosphère par l’UNESCO.

## Géographie
La commune de Fakarava est composée de sept atolls :
| Atoll               | Village principal | Population 2017 | Terres émergées (km²) | Lagon (km²) | Coordonnées           |
| ------------------- | ----------------- | --------------- | --------------------- | ----------- | --------------------- |
| Fakarava            | Rotoava           | 844             | 16                    | 1153        | 16° 05′ S, 145° 14′ O |
| Aratika             | Paparara          | -               | 8,3                   | 145         | 15° 30′ S, 145° 30′ O |
| Kauehi1             | Tearavero         | 547             | 15                    | 320         | 15° 50′ S, 145° 07′ O |
| Niau1               | Tupuna            | 246             | 20                    | 33          | 16° 11′ S, 146° 22′ O |
| Raraka              | Motutapu          | -               | 7,2                   | 342         | 16° 10′ S, 144° 53′ O |
| Taiaro              | Paganie           | -               | 6                     | 22          | 15° 45′ S, 144° 38′ O |
| Toau                | Maragai           | -               | 12                    | 561         | 15° 49′ S, 146° 00′ O |
| commune de Fakarava | Rotoava           | 1 637           | 100,5                 | 2560        |                       |

1 Commune associée

## Toponymie
Fakarava est une déformation de Havaiki-te-araro soit « petite eau basse ».

## Histoire
L'atoll est mentionné pour la première fois par un Européen, le 17 juillet 1820 par Fabian Gottlieb von Bellingshausen, navigateur germano-balte au service de l'Empire russe, qui lui donne le nom d'« île Wittgenstein ». Il est visité par un marin britannique connu par le nom d'Ireland le 2 octobre 1831, qui mentionne l'île comme Fakarawa, puis le 14 novembre 1835 par ses compatriotes Robert FitzRoy et Charles Darwin à bord du HMS Beagle ainsi que par le navigateur français Jules Dumont d'Urville en septembre 1838.

### Période contemporaine
Au XIXe siècle, Fakarava devient un territoire français peuplé d'environ 375 habitants, qui développe une petite production d'huile de coco (d'environ 7  à   8 tonneaux par an vers 1860) mais devient, du fait de son positionnement géographique et du havre maritime qu'offre son lagon, l'un des centres principaux du commerce de cette ressource et de production de nacre. L'atoll est au début du XXe siècle partagé en deux districts : Tehatea et Tetamanu. En 2016, Fakarava est intégré à la réserve de biosphère par de l'UNESCO créée en 1977[réf. nécessaire].

## Démographie
L'évolution du nombre d'habitants est connue à travers les recensements de la population effectués dans la commune depuis 1971. À partir de 2006, les populations légales des communes sont publiées annuellement par l'Insee, mais la loi relative à la démocratie de proximité du 27 février 2002 a, dans ses articles consacrés au recensement de la population, instauré des recensements de la population tous les cinq ans en Nouvelle-Calédonie, en Polynésie française, à Mayotte et dans les îles Wallis-et-Futuna, ce qui n’était pas le cas auparavant. Pour la commune, le premier recensement exhaustif entrant dans le cadre du nouveau dispositif a été réalisé en 2002, les précédents recensements ont eu lieu en 1996, 1988, 1983, 1977 et 1971.
En 2017, la commune comptait 1 637 habitants, en augmentation de 3,67 % par rapport à 2012
| 1971 | 1977 | 1983 | 1988 | 1996  | 2002  | 2007  | 2012  | 2017  |
| ---- | ---- | ---- | ---- | ----- | ----- | ----- | ----- | ----- |
| 423  | 515  | 567  | 651  | 1 326 | 1 564 | 1 578 | 1 579 | 1 637 |

| 2022  | - | - | - | - | - | - | - | - |
| ----- | - | - | - | - | - | - | - | - |
| 1 679 | - | - | - | - | - | - | - | - |

## Administration

### Liste des maires
| Période                                  | Période  | Identité     | Étiquette           | Qualité |
| ---------------------------------------- | -------- | ------------ | ------------------- | ------- |
| Les données manquantes sont à compléter. |          |              |                     |         |
| juillet 2020                             | en cours | Étienne Maro | Tahoeraa huiraatira |         |

## Économie
L'atoll de Fakarava possède un aérodrome avec piste en dur de 1 800 m de longueur.

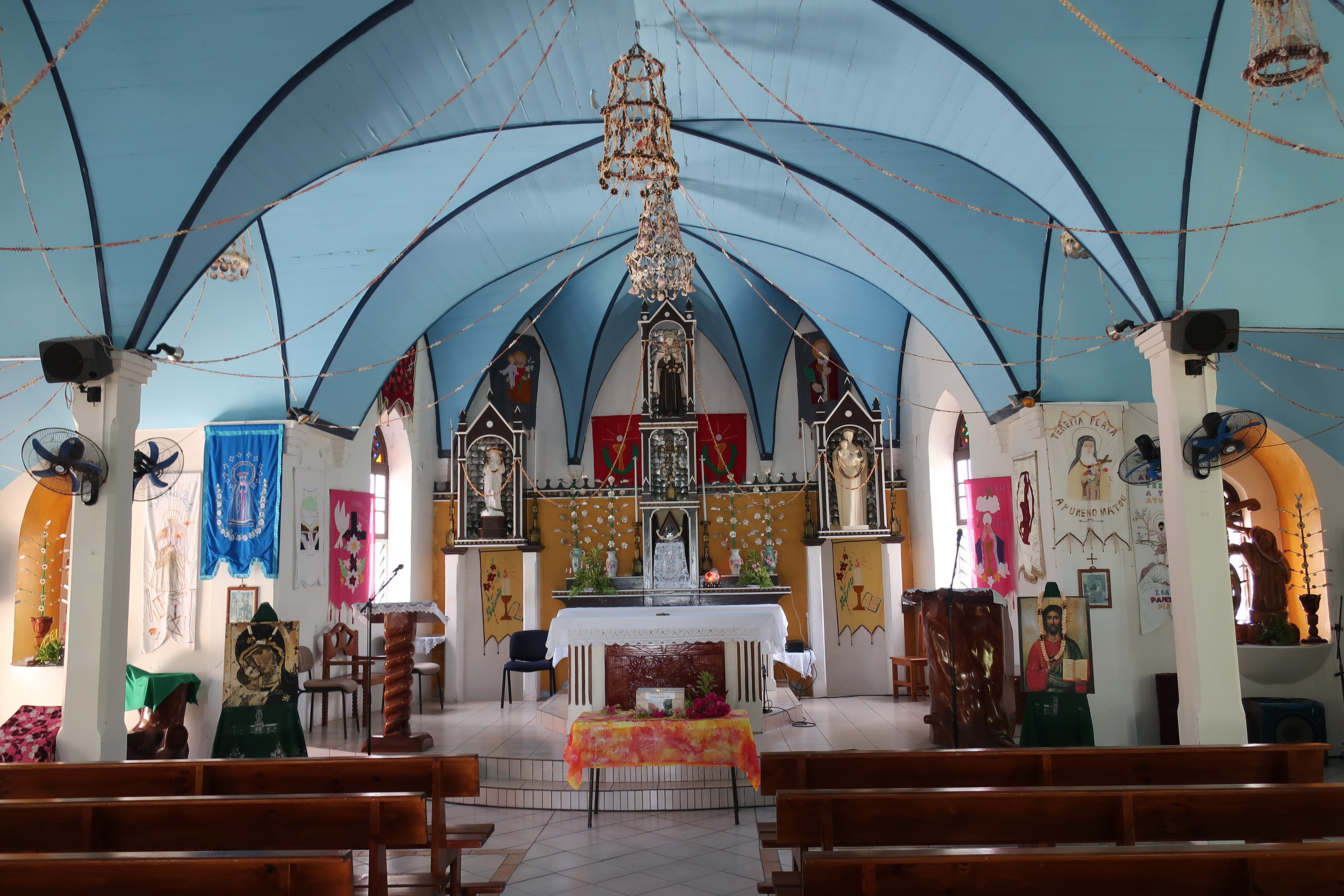
Intérieur de l'église Saint-Jean-de-la-Croix

## Lieux et monuments
- Église Marie-Immaculée, Notre-Dame-des-Nations d'Aratika.
- Église Sainte-Thérèse-de-l'Enfant-Jésus de Raraka.
- Église Saint-Jean-de-la-Croix de Fakarava.
- Église Notre-Dame-de-Paix de Fakarava.

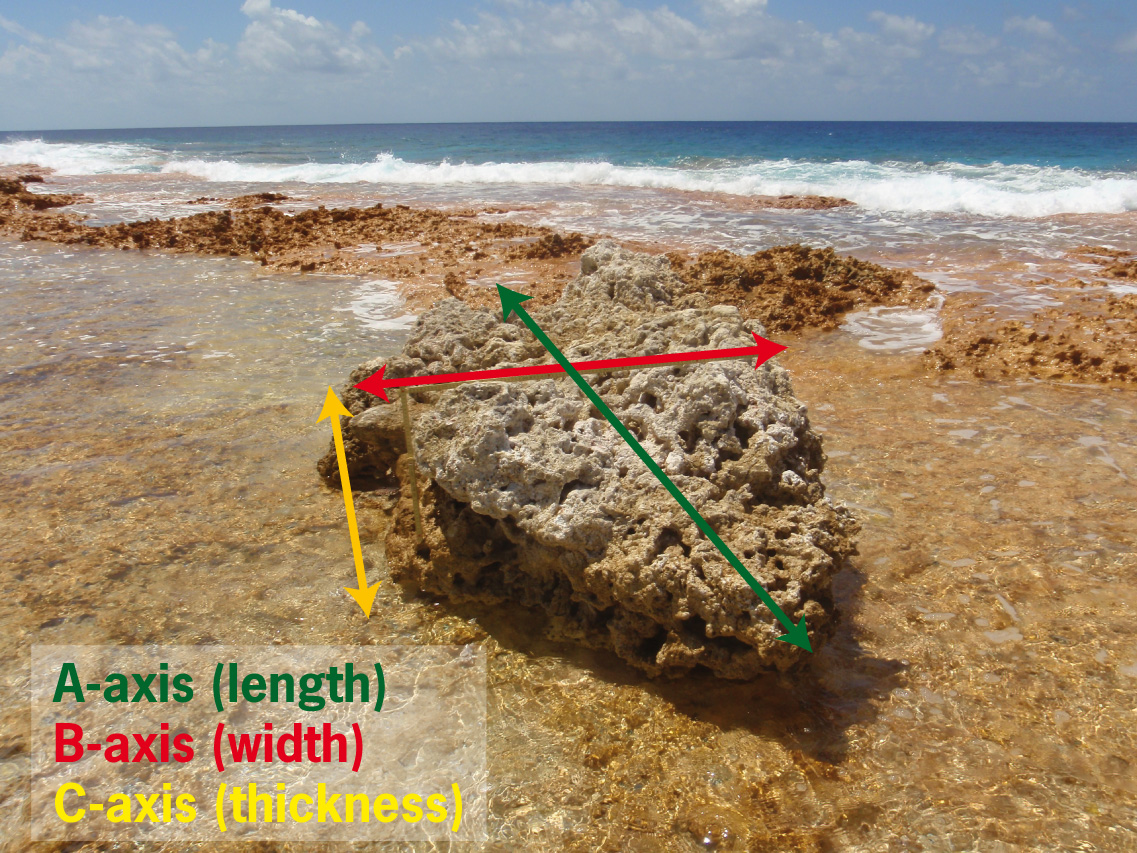
Bloc corallien sur le platier récifal de Fakarava

- Église Saint-Marc de Kauehi.
- Église Saint-Thomas de Tupana.